# Molophilus (Molophilus) acanthus
Molophilus (Molophilus) acanthus is een tweevleugelige uit de familie steltmuggen (Limoniidae). De soort komt voor in het Australaziatisch gebied.